# Landkreis Traunstein
Landkreis Traunstein är ett distrikt (Landkreis) i Oberbayern i det tyska förbundslandet Bayern.

## Geografie
Stora delar av sjön Chiemsee tillhör distriktet.

## Källot
1. ↑  Bayerisches Landesamt für Statistik (red.), Amtliches Ortsverzeichnis für Bayern, december 1964, läs online.[källa från Wikidata]
2. ↑  Bayerisches Landesamt für Statistik (red.), Amtliches Ortsverzeichnis für Bayern, Bayerisches Landesamt für Statistik, 1991, s. 13, läs online.[källa från Wikidata]
3. ↑  hämtat från: tyskspråkiga Wikipedia.[källa från Wikidata]